# 雙頭犬

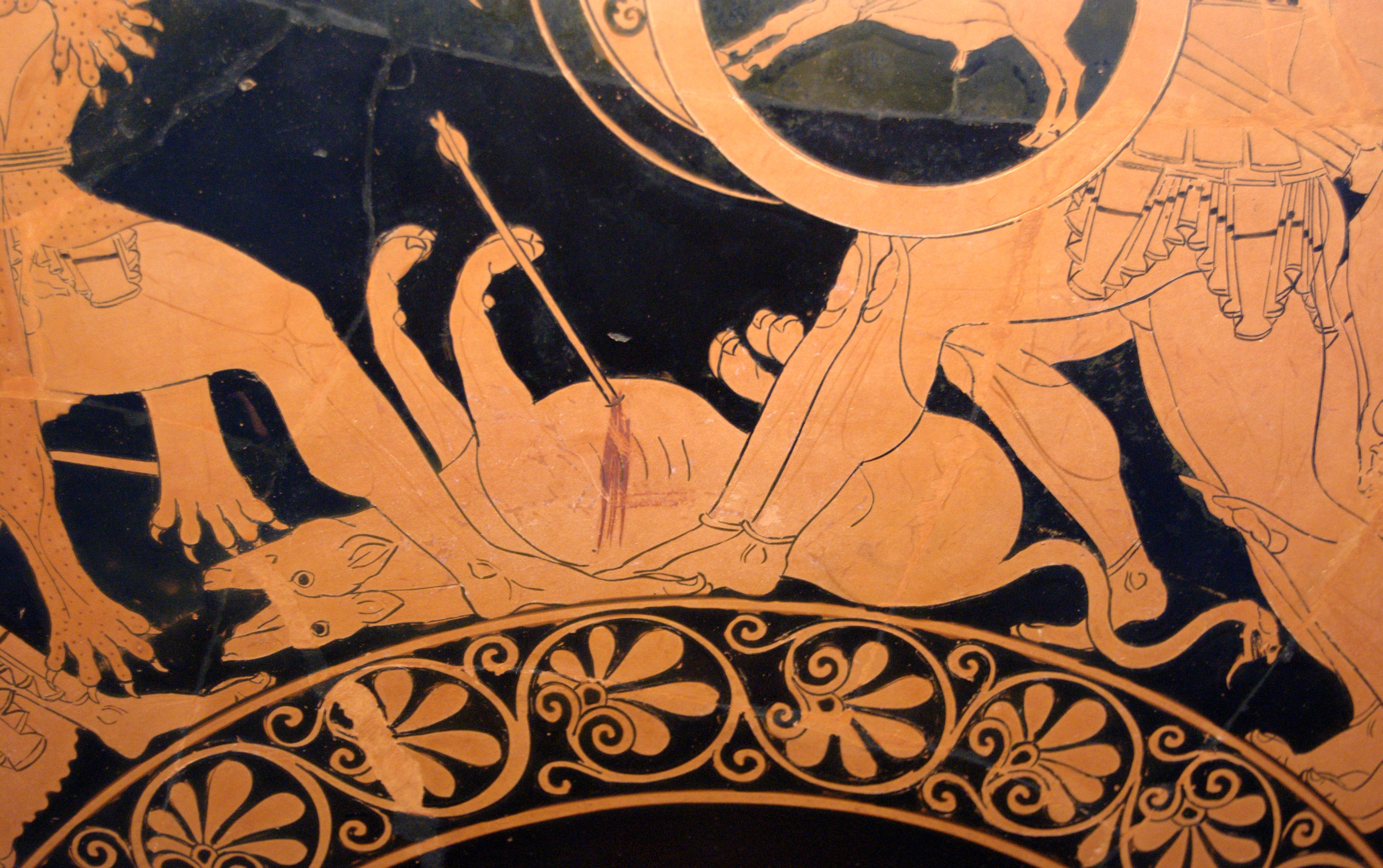
一隻由德國州立文物博物館收藏的基里克斯杯（公元前510年－500年）描繪了雙頭犬在革德翁及海格力斯腳下死去的情景。

雙頭犬（羅馬化：Orthros / Orthos），音譯：歐特魯斯、俄耳托洛斯，是希臘神話中的怪物，尾巴是一條蛇。牠是克托尼俄斯怪物厄客德娜及提豐所生下的怪物。刻耳柏洛斯和喀邁拉是牠的兄弟姊妹，牠與喀邁拉誕下斯芬克斯及涅墨亚狮子。
雙頭犬由擁有三個身軀的泰坦神革律翁飼養。牠與歐律提翁（Eurytion）負責守護「日落之島」厄律忒亞（Erytheia）的牛群，厄律忒亞島是赫斯珀里得斯仙女所居的島嶼之一。海克力斯最終殺死了雙頭犬、歐律提翁和革德翁，然後把牛帶走，完成了他的第十件英雄事蹟。

## 外部連結
- （英文） Theoi Project：雙頭犬 （页面存档备份，存于）